# 4′33″

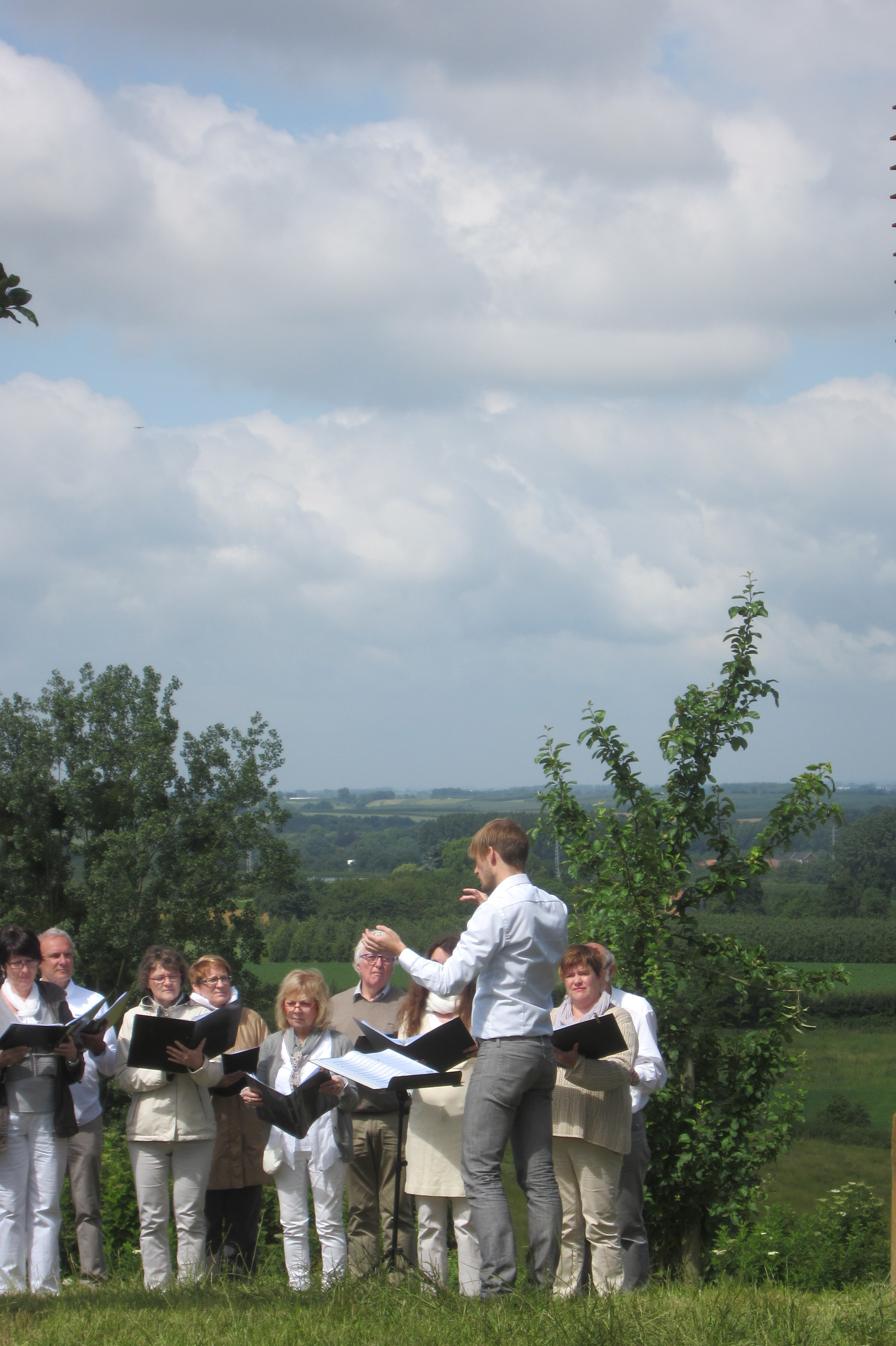
Хор Florilegium исполняет пьесу 4′33″

Пьеса «4′33″» («Четыре тридцать три», иначе — «Четыре минуты тридцать три секунды») — музыкальная пьеса, трёхчастное сочинение американского композитора Джона Кейджа для вольного состава инструментов. Длительность произведения соответствует его названию; по частям это, начиная с первой, — 30 секунд, 2 минуты 23 секунды и 1 минута 40 секунд, соответственно.
На всём протяжении исполнения сочинения участники ансамбля не извлекают звуков из своих инструментов; по задумке автора содержанием каждого из трёх фрагментов являются те звуки окружающей среды, которые будут услышаны во время прослушивания композиции.
Впервые пьеса была представлена пианистом Дэвидом Тюдором на Благотворительном концерте, организованном в поддержку творчества в области современного искусства, в Вудстоке 29 августа 1952 года.